# Folgosa (Armamar)
Folgosa ist eine Gemeinde (Freguesia) im portugiesischen Kreis Armamar. In ihr leben 334 Einwohner (Stand 19. April 2021).
Die Gemeinde liegt am Südufer, dem linken Ufer des Douro. Im Südwesten der Ortslage ist das Weingut Quinta dos Frades ansässig.

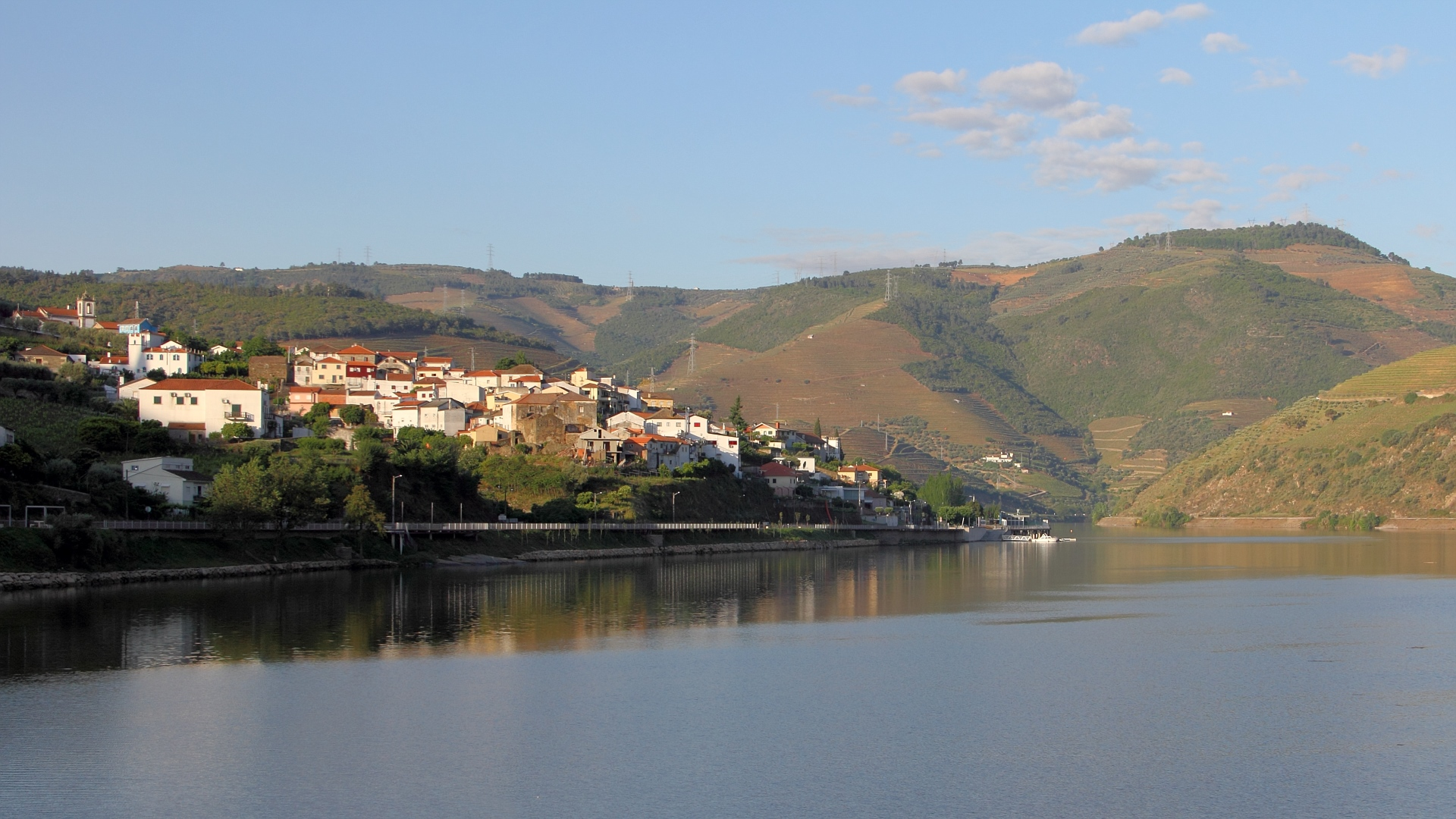
Folgosa am Südufer des Douro
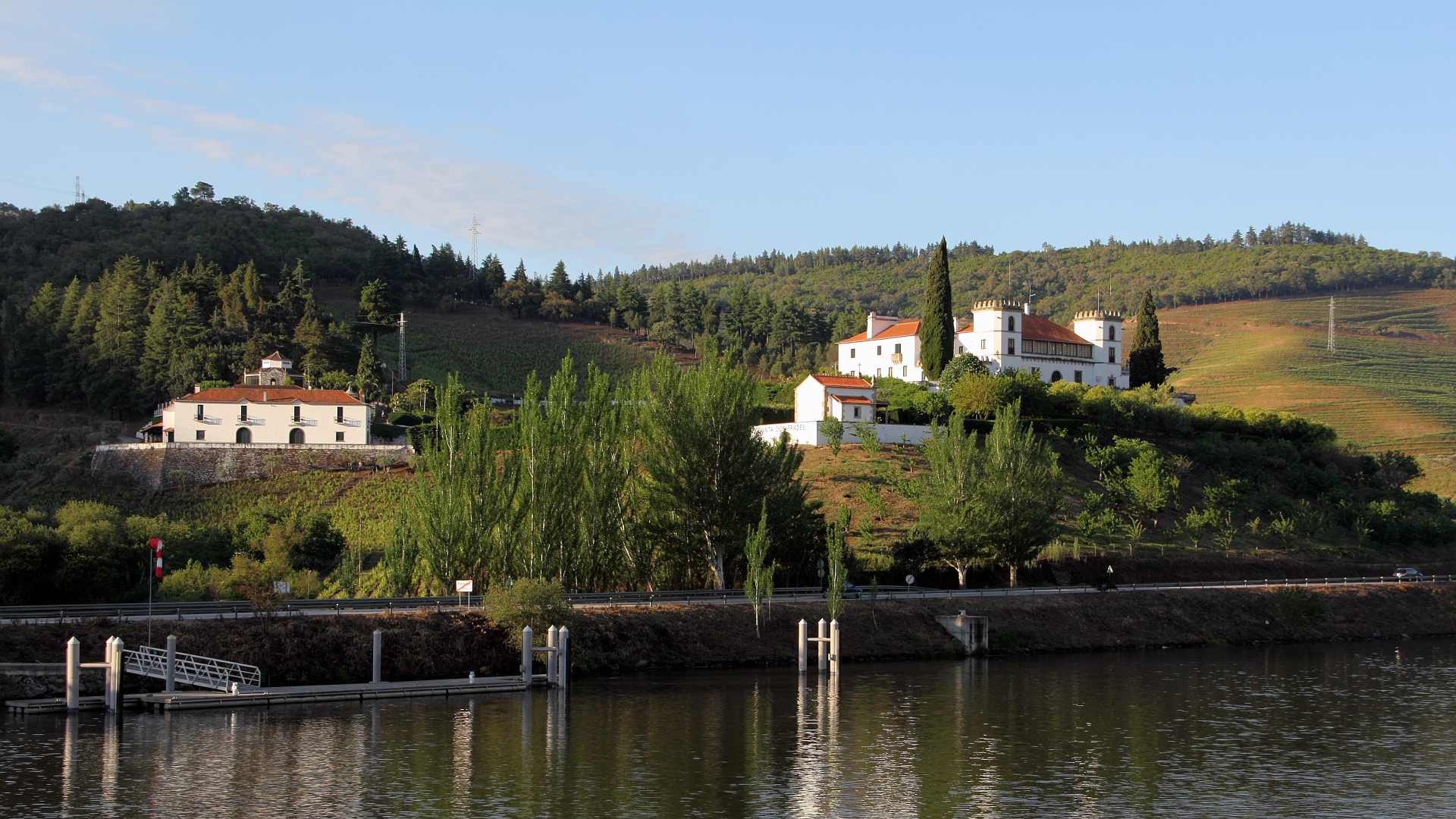
Quinta dos Frades in Folgosa